# Crossocerus palmipes
Crossocerus palmipes är en stekelart som först beskrevs av Carl von Linné 1767.  Crossocerus palmipes ingår i släktet Crossocerus, och familjen Crabronidae. Arten är reproducerande i Sverige.